# Награда „Јефимијин вез”
Награда „Јефимијин вез” додељује се за најбољу књигу песама објављену у прошлој години.

## О награди
Награда је установљена 2002. у част монахиње Јефимије и њеног дела „Похвала кнезу Лазару”. Додељује се на културно-књижевној манифестацији „Јефимијини дани”, која се одржава у Трстенику и манастиру Љубостињи. 
Награду додељује културно-просветна заједница општине Трстеник. Награда се састоји од копије Јефимијине похвале и новчаног износа. Уручење се приређује у порти манастира Љубостиње.

## Добитници
Добитници награде су следећи песници:
- 2002 — Драган Јовановић Данилов, за књигу Концерт за никога.
- 2003 — Ивана М. Миланков, за књигу Исповест муња.
- 2004 — Ђорђе Николић, за књигу У потрази за Еуридиком.
- 2005 — Верољуб Вукашиновић, за књигу Цветна недеља.
- 2005 — Зорица Арсић Мандарић, за књигу Женски почетак вечности.
- 2006 — Алек Вукадиновић, за књигу Песнички атеље.
- 2007 — Милосав Тешић, за књигу Дар и коб.
- 2008 — Радмила Лазић, за књигу In vivo.
- 2009 — Злата Коцић, за књигу Мелод на води.
- 2010 — Живорад Недељковић, за књигу Овај свет.
- 2011 — Милован Марчетић, за књигу Иза затворених очију.
- 2012 — Јелена Ленголд, за књигу Бунар тешких очију.
- 2013 — Радомир Андрић, за књигу У палати правде само прамен.
- 2014 — Благоје Баковић, за књигу Вајар спава међу камењем.
- 2015 — Гојко Ђого, за књигу Грана од облака.
- 2016 — Петар Цветковић, за књигу Поглед с трема.
- 2017 — Мирослав Максимовић, за књигу Бол.[4]
- 2018 — Сунчица Денић, за књигу Матица.[5]
- 2019 — Гордана Ђилас, за књигу Свакидашњи хлеб.[6]
- 2020 — Матија Бећковић, за књигу Мојих 80 – портрети.[7]
- 2021 — Драган Лакићевић, за књигу Жетелица и Шумановић.[8]
- 2022 — Слободан Јовић, за књигу Исусов трн.[9]
- 2023 — Братислав Р. Милановић, за књигу Плава медуза.[10]
- 2024 — Ђорђо Сладоје, за збирку песама Димни знаци.[11]
- 2025 — Тања Крагујевић за књигу Историја једног тренутка[12]